# Gars am Kamp
Gars am Kamp là một thị trấn ở huyện Horn trong bang Niederösterreich, ở nước Áo. Đô thị này có diện tích 50,46 km², dân số năm 2001 là 3534 người.